# Marcel Wyseur

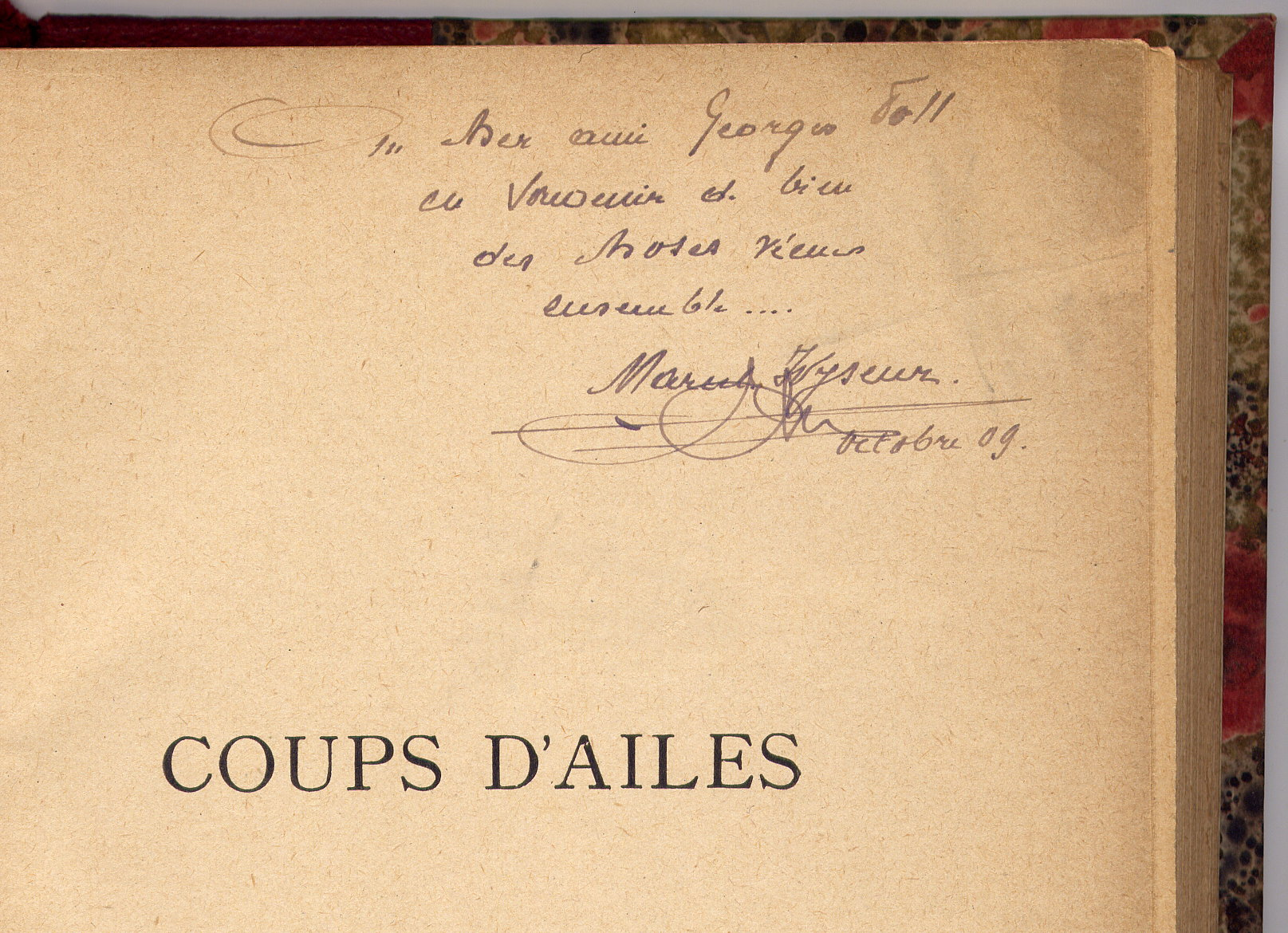
Hulde van de dichter Marcel Wyseur aan zijn vriend Georges Poll op de titelbladzijd van de verzenbundel "Coups d'ailes", 1909.

Marcel Wyseur (Komen, 2 juni 1886 – Brugge, 13 maart 1950) was een Belgisch Franstalig dichter en schrijver. 

## Levensloop
Wyseur trouwde met Marie-Henriette van Lidth de Jeude (1887-1997), kleindochter van de Bruggeling André Van Severen die in Latijns-Amerika generaal was geworden. Ze hadden twee zoons en woonden op de hoek van de Moerstraat en de Gheerwynstraat.
Wyseur werd doctor in de rechten (1910) en secretaris van het algemeen bestuur van de Wereldtentoonstelling van 1913 in Gent. 
Hij was advocaat bij de balie van Brugge (1910-1914) en tijdens de Eerste Wereldoorlog griffier van een militaire rechtbank. Hij werd daarna directeur van de West-Vlaamse Hypotheekkas in Brugge. 
Deze boezemvriend van Michel de Ghelderode publiceerde talrijke bundels met gedichten die hoofdzakelijk aan Brugge en Vlaanderen gewijd waren. Wyseur was ook bevriend met Emile Verhaeren (die een voorwoord schreef voor zijn bundel 'La Flandre rouge') en met de schrijfster Suzanne de Giey (met wie hij druk correspondeerde).
De Ghelderode nam Wyseur als model voor het hoofdpersonage in zijn roman L'homme à la moustache d'or.

## Werken
- Coups d'ailes (1909)
- La vieille Flandre (1913 en 1920)
- La Flandre rouge (1916), Paris, Perrin
- Les cloches en Flandre (1918)
- Les Beffrois au soleil (1927)
- Le Zwyn (1931)
- Quelques poèmes de Flandre (1938)
- Gand et ses béguinages (1954)
- Gentse Begijnhoven (1954), Gent, Snoeck-Ducaju. In het Nederlands bewerkt door Paul De Ryck.